# چیشن
چیشن (به لهستانی:  Cieszyn) یک منطقهٔ مسکونی در لهستان است که در شهرستان چیشن واقع شده‌است. چیشن ۲۸٫۶۹ کیلومتر مربع مساحت و ۳۶٬۰۱۴ نفر جمعیت دارد.

## خواهرخوانده
شهرهای لوتسرن، رژنیاوا، چسکی تیه‌شین، خنک، پوتسک، استان پومرانی، Teuva و بالچیک خواهرخوانده‌های چیشن هستند.